# Pierre Barbet (Schriftsteller)
Pierre Barbet (eigentlich Claude Pierre Marie Avice; geboren am 16. Mai 1925 in Le Mans; gestorben am 20. Juli 1995 in Paris) war ein französischer Science-Fiction-Autor.
Claude Avice ist von Beruf Pharmakologe und Fachmann für Bionik. 1962 begann er unter dem Pseudonym Pierre Barbet Science-Fiction zu veröffentlichen. In den folgenden knapp 30 Jahren erschienen Dutzende von Romanen, die in mehrere Sprachen übersetzt wurden, nämlich Englisch, Bulgarisch, Polnisch, Portugiesisch, Rumänisch, Spanisch, Tschechisch und Ungarisch. In deutscher Übersetzung erschien nur eine Kurzgeschichte, nämlich  „Schmetterlinge lieben Parfüm“ (Les papillons sont au parfum. In: Daniel Fondanèche (Hrsg.): Die gezinkten Karten der Zukunft. Heyne, München 1981, ISBN 3-453-30740-2)
Neben dem Pseudonym Pierre Barbet verwendete er auch David Maine und Olivier Sprigel.

## Werke
- Vers un Avenir Perdu (1962)
- Babel 3805 (1962)
- Les Limiers de l'Infini (1966)
- Les Cavernicoles de Wolf (1966)
- L'Étoile du Néant (1967)
- Le Secret des Quasars (1967)
- Hallali Cosmique (1967)
- La Planète des Cristophons (1968)
- Évolution Magnétique (1968)
- Vikings de l'Espace (1969)
- Les Chimères de Seginus (1969)
- L'Exilé du Temps (1969)
- Étoiles en Perdition (1970)
- Les Maîtres des Pulsars (1970)
- Les Grognards d'Éridan (1970) (1976)
- L'Agonie de la Voie Lactée (1970)
- Les Conquistadores d'Andromède (1971)
- Le Transmetteur de Ganymède (1971)
- Azraec de Virgo (1971)
- A Quoi Songent les Psyborgs? (1971) (1973)
- L'Empire du Baphomet (1972)
- Les Insurgés de Laucor (1972)
- La Planète Empoisonnée (1972)
- Tremplins d'Étoiles (1972)
- als David Maine: Les Disparus du Club Chronos (1972)
- La Planète Enchantée (1973)
- Liane de Noldaz (1973)
- Les Bioniques d'Atria (1973)
- Le Bâtard d'Orion (1973)
- L'Univers des Géons (1974)
- Magiciens Galactiques (1974)
- Les Mercenaires de Rychna (1974)
- Croisade Stellaire (1974)
- La Nymphe de l'Espace (1975)
- Patrouilleur du Néant (1976)
- Ambassade Galactique (1976)
- als David Maine: Guérilléro Galactique (1976)
- als Olivier Sprigel: Crépuscule du Futur (1976)
- Vénusine (1977)
- Commandos sur Commande (1978)
- Odyssée Galactique (1978)
- als Olivier Sprigel: Lendemains Incertains (1978)
- Trafic Stellaire (1979)
- Oasis de l'Espace (1979)
- Périple Galactique (1980)
- Le Maréchal Rebelle (1980)
- als David Maine: Renaissance Planétaire (1980)
- Cité des Astéroïdes (1981)
- Les Psychos de Logir (1981)
- Cités Interstellaires (1982)
- Survivants de l'Apocalypse (1982)
- als David Maine: Invasion Cosmique (1982)
- L'Empereur d'Éridan (1982)
- Les Charognards de Snien (1983)
- Rome Doit Être Detruite (1983)
- Les Colons d'Éridan (1984)
- Carthage Sera Détruite (1984)
- Eldorado Stellaire (1985)
- Cités Biotiques (1985)
- Téléclones (1985)
- Putsch Galactique (1985)
- Glaciation Nucléaire (1986)
- La Croisade des Assassins (1986)
- Temps Changeants (1986)
- Défense Spatiale (1987)
- Captifs de Corvus (1987)
- Un Reich de 1000 Ans (1987)
- Objectif: Mars 2005 (1987)
- Option Zéro  (1988)
- Soleil de Mort (1990)
- L'Ere du Spatiopithèque (1991)